# Quadricalcarifera pulverulentus
Quadricalcarifera pulverulentus är en fjärilsart som beskrevs av Alfred Ernest Wileman 1910. Quadricalcarifera pulverulentus ingår i släktet Quadricalcarifera och familjen tandspinnare. Inga underarter finns listade.